# Łukno
Łukno (lit. Lukna) – wieś na Litwie, w okręgu wileńskim, w rejonie święciańskim, w gminie Kołtyniany.

## Historia
W czasach zaborów zaścianek szlachecki w gminie Łyngmiany, w powiecie święciańskim, w guberni wileńskiej Imperium Rosyjskiego. W 1866 roku miał 27 mieszkańców w 2 domach. W 1905 roku wymieniono dwa zaścianki. Pierwszy liczył 5 mieszkańców, 30 dziesięcin; drugi liczył 14 mieszkańców, 21 dziesięcin.
W dwudziestoleciu międzywojennym zaścianek leżał w Polsce, w województwie wileńskim, w powiecie święciańskim, w gminie Kołtyniany.
W 1931 w 6 domach zamieszkiwały 34 osoby.
Od 1945 roku w Litewskiej Socjalistycznej Republice Radzieckiej..
Od 1990 na niepodległej Litwie.